# Chaceon mediterraneus
Chaceon mediterraneus är en kräftdjursart som beskrevs av Manning och Lipke Bijdeley Holthuis 1989. Chaceon mediterraneus ingår i släktet Chaceon och familjen Geryonidae. Inga underarter finns listade i Catalogue of Life.